# Jeremy Cummings
Jeremy Michael Cummings, född den 7 november 1976 i Charleston i West Virginia, är en amerikansk före detta professionell basebollspelare som tog brons för USA vid olympiska sommarspelen 2008 i Peking.
Cummings spelade 1999–2008 i olika farmarligor (Minor League Baseball), men fick aldrig chansen i Major League Baseball (MLB). Han var pitcher och spelade totalt 209 matcher i farmarligorna där han var 74-56 (74 vinster och 56 förluster) med en earned run average (ERA) på 3,81.
Cummings spelade 2008 fyra matcher i taiwanesiska Chinese Professional Baseball League (CPBL) för Sinon Bulls.